# Gravità bi-metrica
La teoria della gravità bi-metrica o bi-gravità è un insieme di teorie che rappresenta un'estensione della teoria della relatività generale di Einstein. Essa introduce due metriche, e con esse due tensori metrici, invece di una sola, per descrivere la geometria dello spaziotempo. In queste teorie, lo spaziotempo è modellato come se fosse composto da due "strati" interconnessi, ciascuno con una propria struttura metrica, ma che interagiscono fra loro.
Potremmo paragonarla a due città parallele che condividono alcune strade e infrastrutture, ma che dispongono anche di reti stradali indipendenti. Una città potrebbe avere autostrade larghe e dritte (spazi regolari), mentre l'altra potrebbe avere strade più tortuose e strette (spazi più deformati). Sebbene ogni rete abbia le sue caratteristiche uniche, ci sono punti in cui le strade si intrecciano, e queste interazioni influenzano il traffico in entrambe le città.

Nella gravità bi-metrica, ogni città rappresenta una metrica dello spaziotempo, e le "strade condivise" rappresentano le interazioni tra queste due metriche.

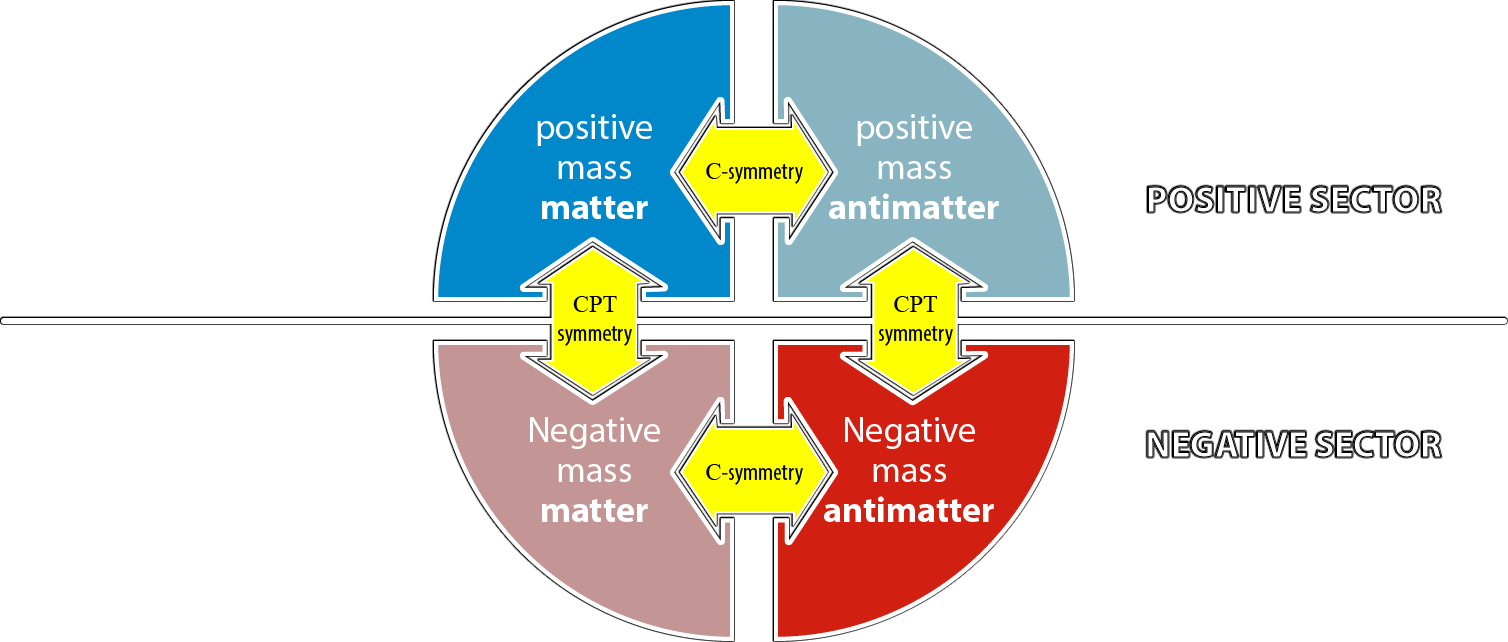
I modelli bimetrici estendono laRelatività generale per spiegare accuratamente la natura di materia oscura e energia oscura.

Queste metriche interagiscono tramite un termine di accoppiamento, rendendo la teoria un'alternativa alla descrizione standard della gravità. Tra gli esempi più noti di teorie bi-metriche figurano la teoria di Rosen, sviluppata per evitare la comparsa di singolarità gravitazionali, e la teoria relativistica della gravità (RTG), che introduce una metrica piatta di fondo oltre alla metrica curva dello spaziotempo. La gravità bi-metrica è studiata anche in relazione alla gravità massiva, la quale propone che il gravitone, la particella ipotetica che medierebbe la forza gravitazionale, possa avere una massa. Sebbene queste teorie abbiano motivazioni teoriche e cosmologiche interessanti, la loro validità sperimentale è ancora oggetto di studio.
Le teorie basate sulla bi-gravità possono essere suddivise in due principali approcci: 
1. Teorie basate su modifiche matematiche alla gravità. In questo approccio, vengono utilizzati due tensori metrici per descrivere lo spaziotempo, consentendo una descrizione più complessa delle interazioni gravitazionali. Queste teorie includono la possibilità di introdurre il gravitone, una particella ipotetica che media la forza gravitazionale, dotata di massa. La gravità bi-metrica in questo contesto è spesso vista come una continuazione della teoria della gravità massiva, una delle più importanti teorie bi-metriche che postulano gravitoni massivi. Un esempio storico significativo è la teoria proposta da Nathan Rosen.
2. Teorie cosmologiche basate sulla velocità variabile della luce (VSL). In questo approccio, la gravità bi-metrica viene applicata a stati ad alta densità di energia, dove si ipotizza che la velocità della luce possa dipendere dalla densità di energia. Ciò consente di sviluppare modelli cosmologici in cui la velocità della luce varia in funzione della modalità di radiazione, rappresentando un'alternativa all'ipotesi di inflazione cosmica. Questi modelli possono includere una seconda metrica riemanniana collegata alla prima, che descrive lo spaziotempo come una varietà in cui la materia presente in settori diversi interagisce tramite la gravità. In alcuni casi, questi approcci suggeriscono fenomeni di "gravità repulsiva" o "antigravità", basati su una topologia che introduce masse negative o stati di energia negativa, rappresentando un’alternativa alle ipotesi di materia oscura ed energia oscura.

Questi modelli cosmologici, sviluppati nel corso dei decenni, rappresentano tentativi di rispondere ai limiti della gravità standard e del modello cosmologico attuale. Tuttavia, anche il nuovo quadro teorico standard proposto, basato sull’estensione delle particelle e delle interazioni gravitazionali, presenta sfide e limiti che richiedono ulteriori approfondimenti teorici e sperimentali.
Tra gli scienziati che hanno lavorato su alcune teorie della gravità bi-metrica di Nathan Rosen dal 1940 in poi ci sono Jean-Pierre Petit, Mordechai Milgrom con una versione bi-metrica della teoria MOND, Gabriel Chardin, Abdus Salam (Premio Nobel per la Fisica nel 1979), A. D. Linde, I.T. Drummond, J. Moffat, Frédéric Henry-Couannier, Thibault Damour, Luc Blanchet e inoltre Sabine Hossenfelder. Inoltre il lavoro preliminare di Hermann Bondi e Andrej Sacharov è molto spesso citato dagli autori che hanno sviluppato queste teorie, in quanto fornisce un quadro concettuale con il quale queste teorie bi-metriche devono confrontarsi.
Recenti sviluppi nel campo della gravità massiva hanno portato anche all'emergere di nuove teorie successive sulla gravità bi-metrica. Anche se non è stato dimostrato che la registrazione delle osservazioni fisiche è più accurata o più coerente della teoria generale della relatività, la teoria di Rosen si è dimostrata incompatibile con le osservazioni della pulsar binaria Hulse-Taylor. Alcune di queste teorie conducono recentemente al modello inflazionistico dell'Universo e sono quindi un'alternativa all'energia oscura.

## Alla ricerca del giusto modello cosmologico

### Problemi con il modello cosmologico standard ΛCDM

#### Violazione della parità tra materia e antimateria
Il mistero dell'antimateria o della bariogenesi (la domanda "Perché c'è così poca antimateria nell'universo?" o, in altre parole, "Perché la materia ha prevalso sull'antimateria?") ha portato alcuni scienziati a ipotizzare la forma di un universo parallelo (ad esempio, la simmetria dei fogli di CPT descritti da Andrej Sacharov e Jean-Pierre Petit). Nel contesto della teoria dei campi quantistici, questa asimmetria richiede il soddisfacimento di tutte e tre le condizioni di Sacharov: la rottura simmetrica del CP, la non osservanza del numero barionico e il processo di sbilanciamento termico, compresi entrambi i fenomeni. Il modello di particelle standard mantiene questo numero barionico e di solito si presume che il disturbo CP, presente nel modello standard, non sia sufficiente a spiegare l'eccesso di sostanza, che richiede una fisica al di fuori del modello standard.

#### La materia oscura come soluzione proposta per la mancanza di massa nell'universo
Un modello cosmologico standard dovrebbe postulare l'esistenza di materia oscura per spiegare la velocità delle stelle nelle galassie, la velocità delle galassie negli ammassi, la velocità degli ammassi in super-ammassi e i forti effetti gravitazionali delle lenti intorno ai super-ammassi. Tutte queste osservazioni sono compatibili con il modello a pressione zero per la materia oscura, anche se non mancano delle incongruenze. Il primo problema è che tra le galassie, alla scala degli ammassi di materia oscura, la massa della materia oscura è 10-30 volte quella della materia ordinaria. Il secondo problema è legato al fatto che il Tensore di energia-momento della materia oscura può essere spostato completamente o parzialmente dalla finitezza destra alla finitezza sinistra dell'equazione di Einstein, il che porta a un cambiamento nella teoria gravitazionale, come la teoria MOND, invece di mantenere intatta la relatività totale e cambiare il contenuto della materia. Tuttavia, le osservazioni delle galassie Bullet e di altri ammassi simili di solito confermano l'ipotesi di materia oscura dovuta a cambiamenti nella forza di gravità della classica teoria MOND. Il problema principale è che, per potersi inserire nell'espansione di un modello standard di particelle, la materia oscura deve essere costituita da particelle. Il più leggero dei neutrini previsti dalla supersimmetria è stato il candidato preferito dagli anni 1990. Ma nessuno degli esperimenti dedicati alla rilevazione di queste particelle XENON, LUX per la più importante di esse ne ha rivelato alcuna. Inoltre, l'LHC non è stato in grado di rilevare alcun segno di supersimmetria. 
Attualmente, la ricerca si sta muovendo verso un dominio di particelle vergini candidate per la materia oscura con una massa inferiore a 1 GeV e ci vorranno ancora vari anni per poter confermare questa ipotesi. Pertanto, al momento, l'assenza di una particella principale candidata per la materia oscura resta un problema aperto.

#### L'espansione accelerata dell'universo
Dal 1998, è stato dimostrato che l'espansione dell'universo è in fase di accelerazione, contrariamente a quanto previsto dal parametro di decelerazione. Il parametro di decelerazione, definito come {\displaystyle q=-\left(1+{\frac {\dot {H}}{H^{2}}}\right)}, risulta negativo. Nel contesto della metrica di Friedmann-Lemaître-Robertson-Walker, in una soluzione dell'equazione di Einstein per un universo omogeneo e isotropo, viene confermato che la costante cosmologica non è uguale a zero. In relatività generale la costante cosmologica è un parametro libero: come mostrato (anche) da Cartan, le equazioni più comuni che dipendono linearmente dalle derivate seconde delle componenti della metrica  sono le equazioni di Einstein con la costante cosmologica. Spiegare il valore della costante cosmologica, attraverso modelli che vanno oltre la relatività generale, è un campo di studi su cui si sta indagando attualmente. 
Qui sorgono due domande. Innanzitutto, se si cerca di simulare la costante cosmologica a energia nulla, i processi di calcolo forniscono risultati che differiscono per 120 ordini di grandezza rispetto ai tradizionali metodi di calcolo basati sulla teoria dei campi quantistici. In tal caso, la costante cosmologica sarebbe una frazione pari a {\displaystyle 10^{-95}} rispetto alla costante materialistica di Planck, il che creerebbe un problema di messa a punto dell'Universo, se questa costante fosse causata da un fenomeno derivante da una teoria fondamentale. Analizzare questi problemi è un argomento della ricerca al momento in corso. 
Ad esempio, alcuni modelli cercano di trovare una spiegazione comune per la materia oscura e la costante cosmologica, come il modello liquido scuro, mentre altri cercano di simulare quest'ultimo solo introducendo un campo scalare, la cui equazione di stato porta a un cambiamento della costante cosmologica nel tempo: si può vedere in proposito il modello della Quintessenza. I modelli cosmologici bimetrici risultano essere un'altra soluzione proposta.

#### Formazione di una galassia

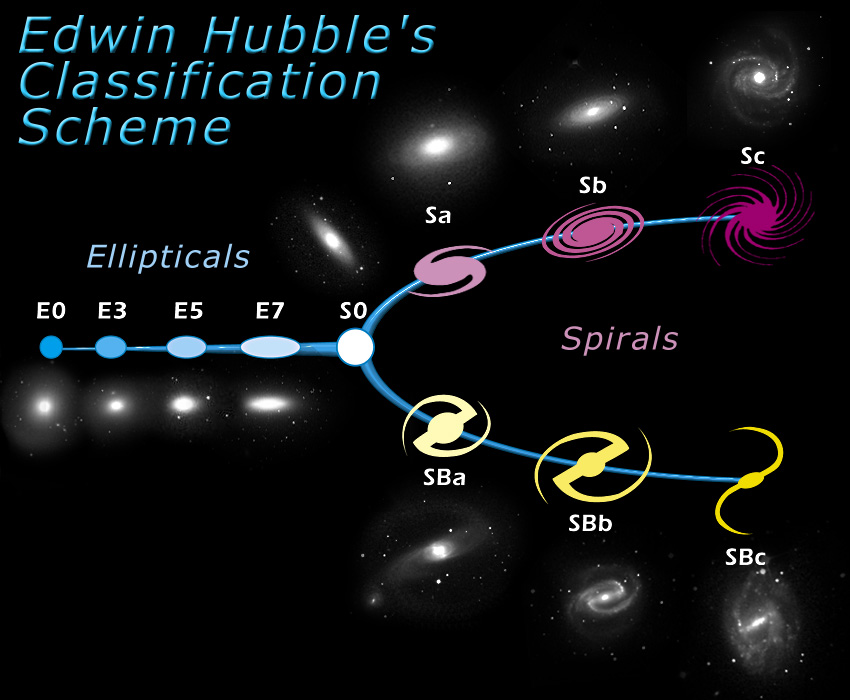
Sequenza di Hubble: schema morfologico delle galassie

Il processo di formazione ed evoluzione delle galassie è incentrato sui processi che hanno portato alla formazione dell'universo eterogeneo a partire da una premessa omogenea, alla formazione delle prime galassie, ai cambiamenti delle galassie nel tempo e ai processi che hanno portato alla formazione di una grande varietà di strutture osservate nelle galassie vicine. Si tratta di una delle aree di ricerca più attive nel campo dell'astrofisica.
Nonostante i numerosi successi delle teorie proposte, esse non sono sufficienti a spiegare la diversità delle strutture che osserviamo tra le galassie. Hanno un'ampia gamma di forme, da galassie ellittiche arrotondate e indefinite a una galassia a spirale la cui forma appiattita assomiglia a frittelle, e la stabilità dei tubi a spirale nella cui rotazione non è stata spiegata. Un problema è la spiegazione delle curve di rotazione delle galassie.

#### Peculiarità dei buchi neri
Al centro del buco nero vi è l'area in cui il campo gravitazionale e le distorsioni dello spazio (più precisamente chiamata curvatura dello spazio) diventano infinite. Quest'area è chiamata singolarità della gravità. La descrizione di quest'area è la più delicata nel contesto della relatività generale, perché non può descrivere le aree in cui la curvatura tende all'infinito.
Inoltre, la teoria generale della relatività è una teoria che, di norma, non può includere gli effetti gravitazionali originali della meccanica quantistica. Tuttavia, quando la curvatura tende all'infinito, si può dimostrare che è necessariamente soggetta a effetti quantistici. Pertanto, solo la teoria della gravità, che include tutti gli effetti quantistici (chiamata gravità quantistica), può descrivere correttamente le singolarità gravitazionali. 
La descrizione della singolarità gravitazionale è attualmente problematica.

### Sviluppo storico delle teorie bi-metriche
Nella prima serie di teorie menzionate nell'introduzione, se le due metriche sono dinamiche e interagiscono, la prima possibilità include due modi di gravità, uno con massa e l'altro senza massa; poi tali teorie bimetriche sono molto vicine alla gravità massiva. Esistono diverse teorie bimetriche con gravitoni massicci, come quelle attribuite a Nathan Rosen (1909-1995) o Mordechai Milgram con la teoria bimetrica di MOND, che è una generalizzazione relativistica della teoria di MOND. Recentemente, i cambiamenti gravitazionali di massa hanno anche portato alla comparsa di nuove varianti nel campo della gravità bi-metrica. Tuttavia, nessuno di loro è stato in grado di riportare osservazioni fisiche in modo più accurato o coerente della teoria generale della relatività. La teoria di Rosen si è rivelata incompatibile con le osservazioni della pulsar binaria Hulse-Taylor. Alcune di queste teorie portano all'accelerazione dell'universo di epoche recenti e sono quindi un'alternativa all'energia oscura.
Andrej Sacharov è stato uno dei predecessori dei modelli bimetrici e può essere considerato come colui che ha aperto la strada ad ulteriori lavori in questo settore. L'elettrodinamica non lineare Born-Infeld (1934) potrebbe essere considerato secondo Moffat come la prima forma del modello bimetrico, anche se non si riferisce alla gravità.
In seguito al paradosso della violazione della simmetria del CP, Andrej Sacharov assunse nel 1967 l'esistenza di un secondo universo, parallelo, dove l'antimateria simmetricamente prevarrà sulla materia. La divisione dell'universo fondamentale in due universi paralleli, detti "fogli" in cui la materia prevarrà per l'uno e l'antimateria per l'altro, potrebbe così armonizzare il modello cosmologico e le osservazioni. Questo doppio universo sarebbe in simmetria con il nostro CPT:
- con inversione dei segni di carica quantistica (simmetria C),
- e geometricamente invertito (simmetria P),
- ma anche l'asse temporale sarà in opposizione (simmetria T).

Queste proprietà significano che la nostra sostanza abituale sarà sostituita dall'antimateria come originariamente definita da Stukelberg (l'idea di antiparticelle "andare nel passato" si riflette nel diagramma di Feynman). Questa ipotesi, che va oltre l'attuale modello standard, non ha ancora portato a un lavoro scientifico significativo. 
Nel dicembre 2018, Leytem Boyle, Kieran Finn e Neil Turrok hanno pubblicato un modello cosmologico basato sull'esistenza dell'universo, che riflette il nostro universo, pieno di antimateria e "tornare indietro nel tempo", come Sacharov, che questi autori non hanno menzionato. Ecco perché è simmetrico con le telecamere a circuito chiuso. Questa spiegazione è enfatizzata come presenza "ovvia" della materia e assenza di antimateria nel nostro universo conosciuto. Gli aspetti topologici e le equazioni di campo del modello non vengono sviluppati. Come possibile spiegazione della natura della materia oscura, gli autori introducono un ipotetico nuovo tipo di neutrino con una massa molto elevata (più di 500 milioni di volte più pesante di un protone, 4,8×10^8 GeV/s²).

## La teoria bimetrica di Rosen
La teoria generale della relatività presuppone che la distanza tra due punti nello spazio-tempo sia determinata dal tensore metrico. Le equazioni di Einstein vengono quindi utilizzate per calcolare la forma della metrica basata sulla distribuzione di energia.
Nathan Rosen (1940) suggerì, oltre al tensore metrico riemanniano {\displaystyle g_{ij}}, il tensore metrico di background {\displaystyle \gamma _{ij}}. Così, in ogni punto dello spazio-tempo si ottengono due metriche:
{\displaystyle ds^{2}=g_{ij}dx^{i}dx^{j}}
{\displaystyle d\sigma ^{2}=\gamma _{ij}dx^{i}dx^{j}}
Il primo tensore metrico {\displaystyle g_{ij}} descrive la geometria dello spazio-tempo e quindi il campo gravitazionale. Il secondo tensore metrico {\displaystyle \gamma _{ij}}  si riferisce allo spazio-tempo piatto e descrive le forze inerziali.
I simboli di Christoffel formati da {\displaystyle g_{ij}} e {\displaystyle \gamma _{ij}} si denotano rispettivamente {\displaystyle \{_{jk}^{i}\}} e {\displaystyle \Gamma _{jk}^{i}}. L'oggetto {\displaystyle \Delta _{jk}^{i}} è definito da:
{\displaystyle \Delta _{jk}^{i}=\{_{jk}^{i}\}-\Gamma _{jk}^{i}~~~~~~~~~~~~~~(1)}
Ora ci sono due tipi di derivate covarianti: la {\displaystyle g}-differenziazione basata su {\displaystyle g_{ij}} è indicata da un punto e virgola (;), e la {\displaystyle \gamma }-differenziazione basata su {\displaystyle \gamma _{ij}} è indicata dal simbolo / (le ordinarie derivate parziali {\displaystyle \partial _{i}} sono denotate da una virgola (,) seguita dall'indice {\displaystyle i}).  Le quantità {\displaystyle R_{ij\sigma }^{\lambda }} e {\displaystyle P_{ij\sigma }^{\lambda }} denotato i tensori di curvatura calcolati rispettivamente da {\displaystyle g_{ij}} e {\displaystyle \gamma _{ij}}. Sulla base di questo approccio, se per ipotesi il tensore {\displaystyle \gamma _{ij}} descrive una metrica piatta, il tensore di curvatura corrispondente {\displaystyle P_{ij\sigma }^{\lambda }} è uguale a zero.
Ne consegue da (1) che anche se le connessioni {\displaystyle \{_{jk}^{i}\}} e {\displaystyle \Gamma _{jk}^{i}} non sono tensori, la loro differenza {\displaystyle \Delta _{jk}^{i}}  lo è. Inoltre, il tensore di curvatura {\displaystyle R_{ijk}^{h}} si può riscrivere in una forma palesemente tensoriale (tensoriale "a vista", i.e., senza la necessità di effettuare verifiche formali con le solite leggi di trasformazione per i tensori) ottenendo:
{\displaystyle R_{ijk}^{h}=-\Delta _{ij/k}^{h}+\Delta _{ik/j}^{h}+\Delta _{mj}^{h}\Delta _{ik}^{m}-\Delta _{mk}^{h}\Delta _{ij}^{m}}.
Ogni termine del secondo membro è ora un tensore. Si riconosce facilmente che si passa dalla teoria generale della relatività alla nuova formulazione sostituendo {\displaystyle \{_{jk}^{i}\}} con {\displaystyle \Delta _{jk}^{i}}, e applicando la solita derivata covariante (rispetto alla connessione {\displaystyle \Gamma _{jk}^{i}}) al tensore di rango 3 {\displaystyle \Delta _{jk}^{i}}. E ancora, sostituendo la densità tensoriale {\displaystyle {\sqrt {-g}}} con {\displaystyle {\sqrt {\frac {g}{\gamma }}}}, e l'elemento di integrazione {\displaystyle d^{4}x} con {\displaystyle {\sqrt {-\gamma }}\,d^{4}x}; dove si è posto {\displaystyle g=det(g_{ij})}, {\displaystyle \gamma =det(\gamma _{ij})} e {\displaystyle d^{4}x=dx^{1}dx^{2}dx^{3}dx^{4}}. Va notato che, non appena decidiamo di utilizzare l'ulteriore metrica {\displaystyle \gamma _{ij}} nella teoria, abbiamo un gran numero di nuovi tensori e scalari a nostra disposizione. Così, è possibile ottenere (in generale) equazioni di campo che differiscono dalle equazioni di campo di Einstein.
L'equazione per la geodetica nella teoria bimetrica della relatività (BTO) assume la forma
{\displaystyle {\frac {d^{2}x}{ds^{2}}}+\Gamma _{jk}^{i}{\frac {dx^{j}}{ds}}{\frac {dx^{k}}{ds}}+\Delta _{jk}^{i}{\frac {dx^{j}}{ds}}{\frac {dx^{k}}{ds}}=0~~~~~~~~~~~~~~(2)}
Dalle equazioni (1) e (2) possiamo vedere che {\displaystyle \Gamma } descrive il campo inerziale, poiché {\displaystyle \Gamma } scompare con un'adeguata trasformazione delle coordinate. La proprietà {\displaystyle \Delta } di essere un tensore non dipende da alcun sistema di coordinate, e quindi possiamo assumere che {\displaystyle \Delta } descriva un campo gravitazionale (tensoriale) permanente.
Le teorie bimetriche che soddisfano il principio di equivalenza sono state trovate da Rosen (1973). Nel 1966, Rosen ha dimostrato che l'introduzione di metriche spaziali piatte nell'ambito della teoria generale della relatività non solo ci permette di ottenere la densità di energia-impulso del tensore del campo gravitazionale, ma anche di ottenere questo tensore dal principio di variazione. 
Equazione di campo in BTO, ottenuta dal principio di variazione
{\displaystyle K_{j}^{i}=N_{j}^{i}-{\frac {1}{2}}\delta _{j}^{i}N=-8\pi \kappa T_{j}^{i}~~~~~~~~~~~~~~(3)}
ubicazioni
{\displaystyle N_{j}^{i}={\frac {1}{2}}\gamma ^{\alpha \beta }(g^{hi}g_{hj/\alpha })_{/\beta }}
ovvero
{\displaystyle N_{j}^{i}=\gamma ^{\alpha \beta }\left\{(g^{hi}g_{hj,\alpha }),\beta -(g^{hi}g_{mj}\Gamma _{h\alpha }^{m}),\beta \right\}-\gamma ^{\alpha \beta }(\Gamma _{j\alpha }^{i}),\beta +\Gamma _{\lambda \beta }^{i}[g^{h\lambda }g_{hj},\alpha -g^{h\lambda }g_{mj}\Gamma _{h\alpha }^{m}-\Gamma _{j\alpha }^{\lambda }]-\Gamma _{j\beta }^{\lambda }[g^{hi}g_{h\lambda },\alpha -g^{hi}g_{m\lambda }\Gamma _{h\alpha }^{m}-\Gamma _{\lambda \alpha }^{i}]}
{\displaystyle +\Gamma _{\alpha \beta }^{\lambda }[g^{hi}g_{hj},\lambda -g^{hi}g_{mj}\Gamma _{h\lambda }^{m}-\Gamma _{j\lambda }^{i}]}
{\displaystyle N=g^{ij}N_{ij},\kappa ={\sqrt {\frac {g}{\gamma }}},}
e {\displaystyle T_{j}^{i}} è il tensore dell'impulso energetico. 
Il principio di variazione porta anche ad una connessione
{\displaystyle T_{j;i}^{i}=0.}
Così da (3)
{\displaystyle K_{j;i}^{i}=0,}
il che significa che la particella campione nel campo gravitazionale si muove lungo la geodetica in relazione a{\displaystyle g_{ij}}. Le conseguenze fisiche di tale teoria, tuttavia, non differiscono dalla teoria generale della relatività.
Nel caso di una diversa scelta delle equazioni iniziali, le teorie bimetriche e GR differiscono nei seguenti casi:
- Propagazione di onde elettromagnetiche
- Il campo esterno delle stelle ad alta densità
- Intensa propagazione dell'onda gravitazionale attraverso un forte campo gravitazionale statico